# Marange-Zondrange
Pour les articles homonymes, voir Marange.
Marange-Zondrange est une commune française située dans le département de la Moselle et le bassin de vie de la Moselle-Est, en région Grand Est.

## Géographie
La commune comprend le chef-lieu Marange, le village de Zondrange et la ferme de Henning. Le territoire de Marange-Zondrange présente un relief vallonné caractéristique des pays de la Nied, avec deux cours d'eau (Perdsbach à Marange, Hesselterbach à Zondrange), et deux forêts. Le village de Marange est implanté en fond de vallée. Le noyau originel du village est formé par une vaste place centrale au milieu de laquelle coule le ruisseau, et qui était autrefois presque totalement fermée par des maisons mitoyennes. L'église, le cimetière et l'ancienne métairie de l'abbaye de Longeville qui lui faisait face (très fortement transformée et partiellement démolie) occupent le flanc de coteau regardant le Sud. Le village de Zondrange est un village-rue de typologie lorraine s'étendant sur la rive droite d'un petit ruisseau. La partie supérieure du village est complétée par une seconde rue faisant le tour de la chapelle. La ferme de Henning est établie sur un plateau entre les villages de Zondrange, Brouck et Narbéfontaine.

### Communes limitrophes
| Brouck             |                   | Narbéfontaine    |
| Bionville-sur-Nied | Marange-Zondrange | Hallering        |
| Fouligny           |                   | Haute-Vigneulles |

### Hydrographie

#### Réseau hydrographique
La commune est située dans le bassin versant du Rhin au sein du bassin Rhin-Meuse. Elle est drainée par le ruisseau de Marange et le ruisseau Heiseller.

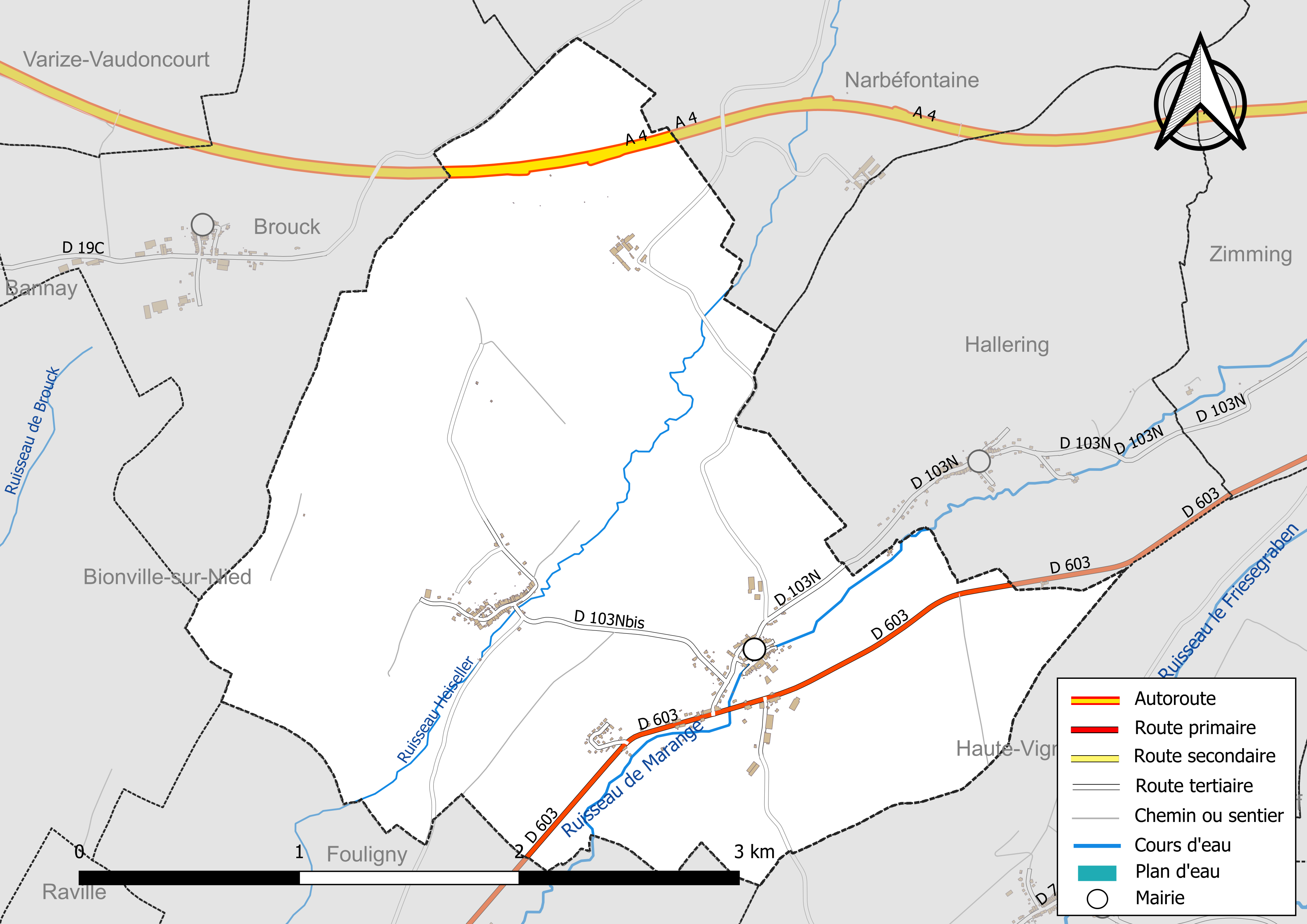
Réseaux hydrographique et routier de Marange-Zondrange.

#### Gestion et qualité des eaux
Le territoire communal est couvert par le schéma d'aménagement et de gestion des eaux (SAGE) « Bassin Houiller ». Ce document de planification, dont le territoire est approximativement délimité par un triangle formé par les villes de Creutzwald, Faulquemont et Forbach, d'une superficie de 576 km2, a été approuvé le 27 octobre 2017. La structure porteuse de l'élaboration et de la mise en œuvre est la région Grand Est. Il définit sur son territoire les objectifs généraux d’utilisation, de mise en valeur et de protection quantitative et qualitative des ressources en eau superficielle et souterraine, en respect des objectifs de qualité définis dans le SDAGE  du Bassin Rhin-Meuse.

### Climat
Pour des articles plus généraux, voir Climat du Grand Est et Climat de la Moselle.
En 2010, le climat de la commune est de type climat des marges montargnardes, selon une étude du Centre national de la recherche scientifique s'appuyant sur une série de données couvrant la période 1971-2000. En 2020, Météo-France publie une typologie des climats de la France métropolitaine dans laquelle la commune est exposée à un climat semi-continental et est dans la région climatique  Lorraine, plateau de Langres, Morvan, caractérisée par un hiver rude (1,5 °C), des vents modérés et des brouillards fréquents en automne et hiver. 
Pour la période 1971-2000, la température annuelle moyenne est de 9,6 °C, avec une amplitude thermique annuelle de 16,8 °C. Le cumul annuel moyen de précipitations est de 844 mm, avec 12,5 jours de précipitations en janvier et 9,4 jours en juillet. Pour la période 1991-2020, la température moyenne annuelle observée sur la station météorologique de Météo-France la plus proche, « Lesse_sapc », sur la commune de Lesse à 17 km à vol d'oiseau, est de 10,7 °C et le cumul annuel moyen de précipitations est de 694,0 mm. 
La température maximale relevée sur cette station est de 40 °C, atteinte le 25 juillet 2019 ; la température minimale est de −20,7 °C, atteinte le 20 décembre 2009,,. 
Les paramètres climatiques de la commune ont été estimés pour le milieu du siècle (2041-2070) selon différents scénarios d'émission de gaz à effet de serre à partir des nouvelles projections climatiques de référence DRIAS-2020. Ils sont consultables sur un site dédié publié par Météo-France en novembre 2022.

## Urbanisme

### Typologie
Au 1er janvier 2024, Marange-Zondrange est catégorisée commune rurale à habitat dispersé, selon la nouvelle grille communale de densité à sept niveaux définie par l'Insee en 2022.
Elle est située hors unité urbaine. Par ailleurs la commune fait partie de l'aire d'attraction de Metz, dont elle est une commune de la couronne,. Cette aire, qui regroupe 245 communes, est catégorisée dans les aires de 200 000 à moins de 700 000 habitants,.

### Occupation des sols
L'occupation des sols de la commune, telle qu'elle ressort de la base de données européenne d’occupation biophysique des sols Corine Land Cover (CLC), est marquée par l'importance des territoires agricoles (89,5 % en 2018), une proportion identique à celle de 1990 (89,5 %). La répartition détaillée en 2018 est la suivante : 
terres arables (57,5 %), prairies (29,8 %), forêts (7,3 %), zones urbanisées (3,2 %), zones agricoles hétérogènes (2,3 %). L'évolution de l’occupation des sols de la commune et de ses infrastructures peut être observée sur les différentes représentations cartographiques du territoire : la carte de Cassini (XVIIIe siècle), la carte d'état-major (1820-1866) et les cartes ou photos aériennes de l'IGN pour la période actuelle (1950 à aujourd'hui).

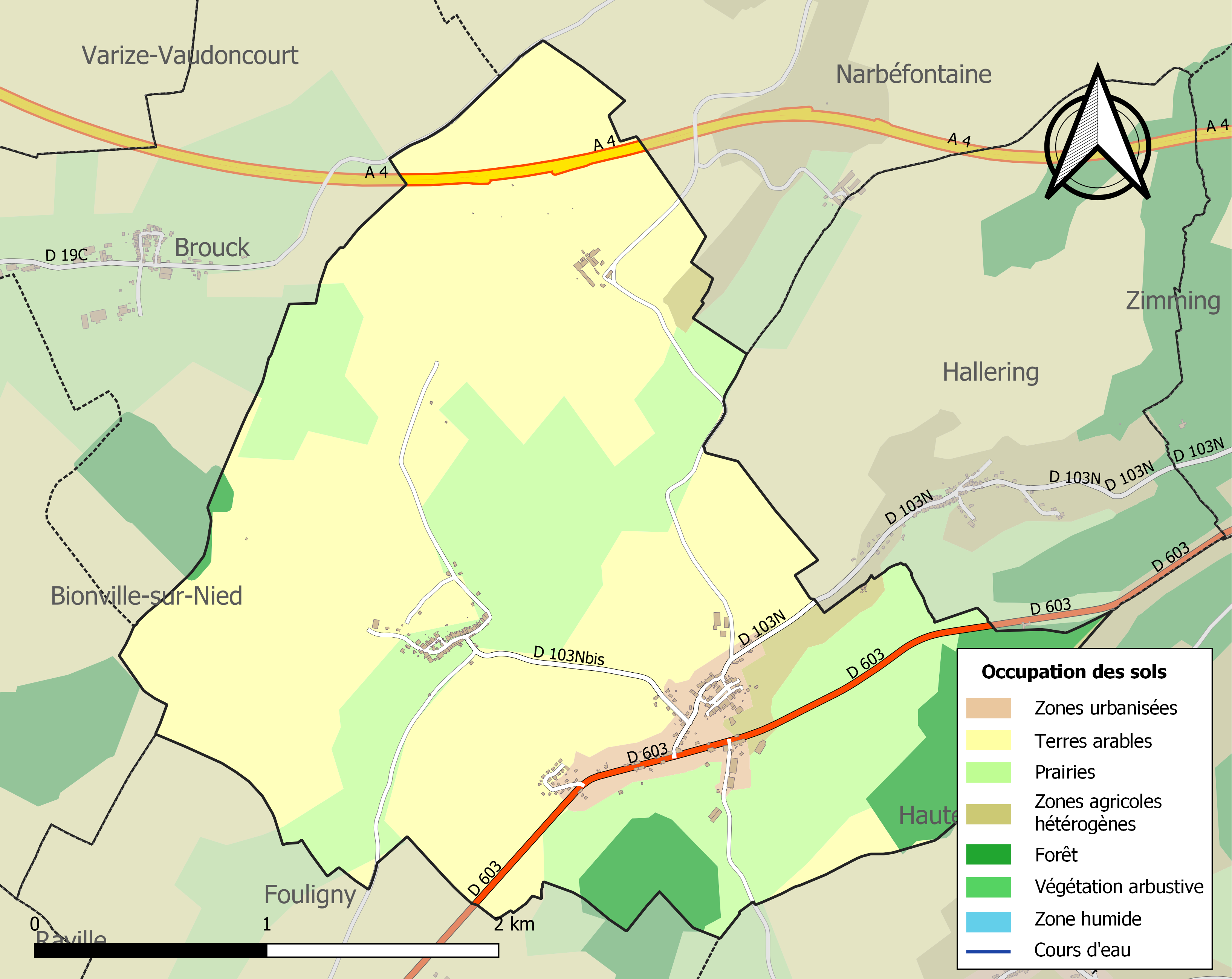
Carte des infrastructures et de l'occupation des sols de la commune en 2018 (CLC).

## Toponymie
- En francique Lorrain : Mëringen-Sonneringen. En allemand: Möhringen-Zondringen (1871-1918).
- Marange : Meringa (1121), Mairinga (1121), Mairinge (1127), Maringes (1130), Meringa (1180), Memringa et Meinringa (1356), Meiringen (XVIe siècle), Meneringa et Moneringa (1544), Meringen (1594), Mering (1606), Merange (1681), Maringen (XVIIIe siècle), Madrange (1793). En allemand : Märing[15].

Lés marinji est le nom en patois des habitants de Marange. 
- Zondrange : Suringa (1285), Soudereinga et Sunderdinga (1356), Sonderingen (1451), Zondringa (1530), Sonderingen (XVIIe siècle), Sonderange (XVIIIe siècle), Sondrange (1702), Soudrange (1801). En allemand : Sunneringen[15].
- Henning : Hennin (XVIIIe siècle), Héning[15]. En allemand : Henningen[15].

## Histoire
Marange est un ancien domaine de l'abbaye Saint-Martin-de-Glandières, terre lorraine jusqu'en 1766 puis française lors du rattachement du duché à la France à cette date. 
Zondrange, faisait partie dans un premier temps pour moitié des possessions lorraines de l'abbaye de Longeville, et pour moitié de la seigneurie de Raville, rattaché au duché de Luxembourg. Henning, fief lorrain, avait été concédé dès le XVIe siècle aux Navier, famille au service des ducs de Lorraine. Par cette concession, Etienne de Navier fut créé baron, et la famille prit le nom francisé de Hennin, avant d'être élevée à la dignité de comte au XVIIIe siècle. Les Hennin étaient en effet devenus de puissants seigneurs locaux, et avaient élu domicile dans le plus bel hôtel de la ville de Saint-Avold (actuel hôtel de ville). François de Hennin fut inhumé dans le chœur de l'église de Marange. La paroisse de Marange, très ancienne, étend sa juridiction sur la commune voisine, Hallering. Du XVIe siècle à la fin du XVIIIe siècle, elle comprenait également le village de Fouligny, qui retrouva son indépendance paroissiale après la Révolution. Au XIXe siècle, la paroisse de Marange-Zondrange-Hallering compta jusqu'à près de 800 habitants, entraînant la nécessité d'agrandir considérablement l'église Saint-Martin.

## Politique et administration
| Période                                  | Période  | Identité       | Étiquette | Qualité |
| ---------------------------------------- | -------- | -------------- | --------- | ------- |
| mars 1983                                | En cours | Gérard Schwarz | aucun     |         |
| Les données manquantes sont à compléter. |          |                |           |         |

## Démographie
L'évolution du nombre d'habitants est connue à travers les recensements de la population effectués dans la commune depuis 1793. Pour les communes de moins de 10 000 habitants, une enquête de recensement portant sur toute la population est réalisée tous les cinq ans, les populations de référence des années intermédiaires étant quant à elles estimées par interpolation ou extrapolation. Pour la commune, le premier recensement exhaustif entrant dans le cadre du nouveau dispositif a été réalisé en 2006.

En 2022, la commune comptait 371 habitants, en évolution de +9,76 % par rapport à 2016 (Moselle : +0,52 %, France hors Mayotte : +2,11 %).
| 1793 | 1800 | 1806 | 1821 | 1836 | 1841 | 1861 | 1866 | 1871 |
| ---- | ---- | ---- | ---- | ---- | ---- | ---- | ---- | ---- |
| 296  | 281  | 271  | 330  | 430  | 429  | 413  | 400  | 418  |

| 1875 | 1880 | 1885 | 1890 | 1895 | 1900 | 1905 | 1910 | 1921 |
| ---- | ---- | ---- | ---- | ---- | ---- | ---- | ---- | ---- |
| 389  | 366  | 361  | 363  | 346  | 305  | 307  | 318  | 266  |

| 1926 | 1931 | 1936 | 1946 | 1954 | 1962 | 1968 | 1975 | 1982 |
| ---- | ---- | ---- | ---- | ---- | ---- | ---- | ---- | ---- |
| 262  | 259  | 273  | 215  | 218  | 218  | 221  | 191  | 230  |

| 1990 | 1999 | 2006 | 2011 | 2016 | 2021 | 2022 | - | - |
| ---- | ---- | ---- | ---- | ---- | ---- | ---- | - | - |
| 279  | 279  | 297  | 319  | 338  | 364  | 371  | - | - |

## Culture locale et patrimoine

### Lieux et monuments

#### Édifices civils
- Ferme de Henning, ancien domaine du baron François de Hennin. La maison seigneuriale date de la fin du XVIIe siècle, tandis que le corps de ferme a été reconstruit au XIXe siècle.
- Calvaire monumental de 1946, restauré en 2010.
- Croix du Choléra, face à l'église, datant de 1832 et restaurée en 2008.

#### Édifices religieux

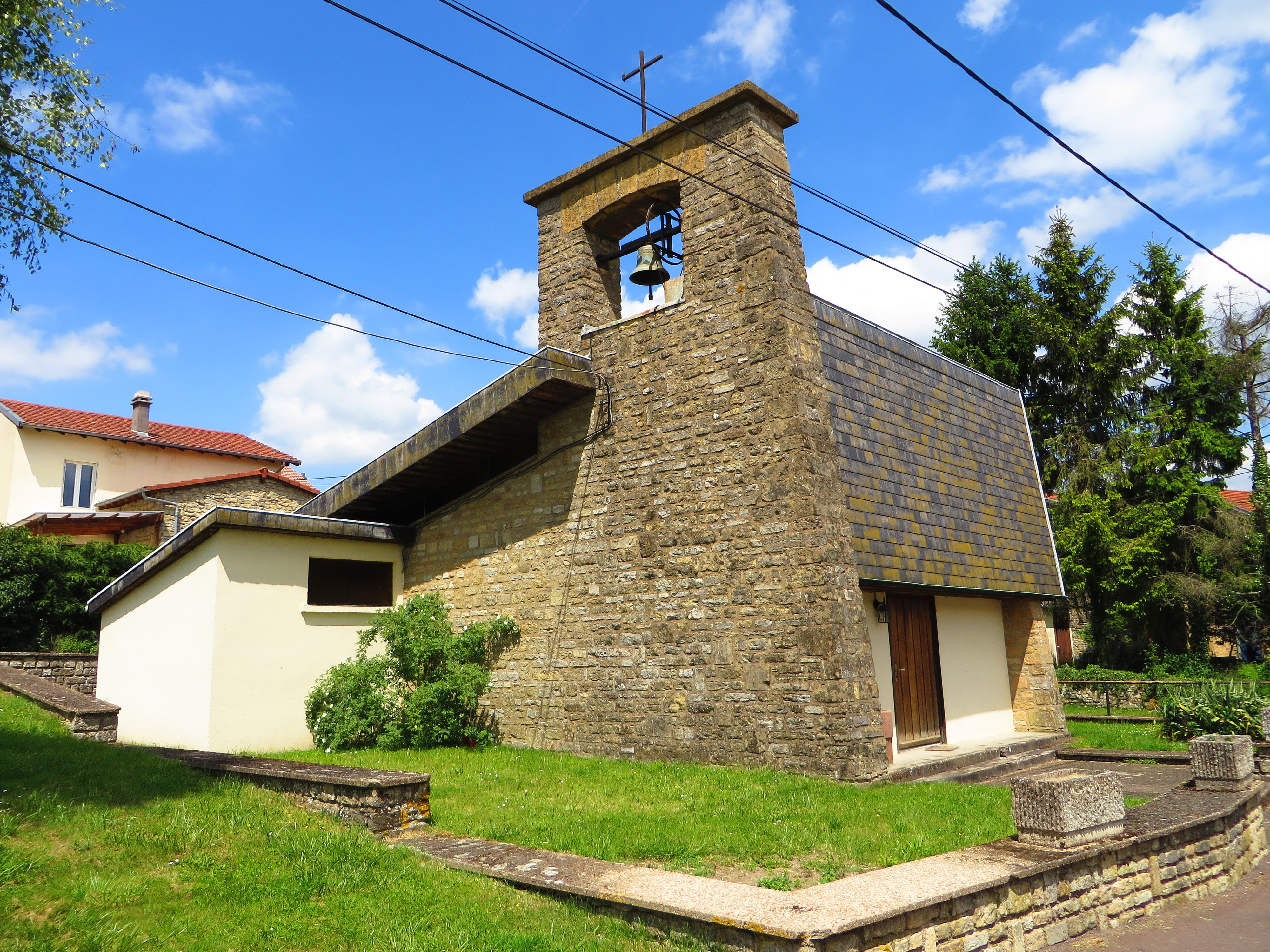
Chapelle Saint-Sébastien, de Zondrange.

- Église paroissiale Saint-Martin : clocher roman du XIIe siècle, nef de 1730 agrandie en 1851, chœur de 1851.
  - L'église abrite un orgue de tribune construit par Joseph Géant en 1866-1867 et classé monument historique depuis 2003. Cet instrument exceptionnel est à ce jour l'instrument le plus authentique et le mieux conservé de ce facteur en ce qui concerne la partie instrumentale, toujours à traction mécanique. L'orgue, muet depuis 1966, a fait l'objet d'une restauration respectueuse de son état d'origine, de 2011 à 2013, date à laquelle ce travail a été inauguré. Le magnifique buffet néo-baroque à trois tourelles est inspiré de la production des facteurs mosellans Verschneider, et est l'œuvre des ateliers Rouff[21], d'où sont sortis de nombreux buffets Verschneider. Lors des travaux de restauration, l'instrument, resté inachevé lors de sa construction, a été terminé en complétant le second clavier, portant ainsi le nombre de jeux à 20.
  - Le maître-autel de style néo-Renaissance, dessiné par l'architecte messin Jacquemin, est réalisé en marbre et pierre de taille en 1876.
- Chapelle Saint-Sébastien, à Zondrange, construite en 1965 par l'architecte Charles Sommermatter en remplacement d'un édifice du XIXe siècle qui conservait des éléments plus anciens.
- Presbytère de 1731. Belle et grande façade lorraine traditionnelle, malheureusement fortement dénaturée depuis le début des années 2000.

### Personnalités liées à la commune
- Dominique Doyen, maire de Marange-Zondrange. Enterré dans l'allée de l'église de Marange le 6 mai 1749.
- Simon Waris, curé de Marange-Zondrange-Hallering de 1815 à 1871, bienfaiteur de ces villages par la construction de plusieurs écoles, musicien, auteur et compositeur de chants religieux, auteur du roman Le Curé de Marange écrit en 1858 sous le pseudonyme d'Achille Simon[16].
- Maurice Zimmermann (1869-1950), géographe.

### Dialecte
- Marange-Zondrange est située sur la frontière linguistique mosellane. La culture et la langue francique y sont encore présents, bien qu'un recul soit observable parmi les locuteurs du Platt.

## Héraldique
| Blason de Marange-Zondrange | Blason  | De gueules aux vaisseaux à trois mâts d'argent, les voiles chargées chacune d'une croix de Lorraine de gueules, voguant sur une mer d'azur. |
| Blason de Marange-Zondrange | Détails | Le statut officiel du blason reste à déterminer.                                                                                            |

## Pour approfondir